# Pseudocomotis albolineana
Pseudocomotis albolineana är en fjärilsart som beskrevs av Brown 1989. Pseudocomotis albolineana ingår i släktet Pseudocomotis och familjen vecklare. Inga underarter finns listade i Catalogue of Life.